# George Julius Poulett Scrope
George Julius Poulett Scrope FRS (10 de marzo de 1797 – 19 de enero de 1876) fue un geólogo y economista político inglés, además de miembro del Parlamento y magistrado de Stroud en Gloucestershire.
Mientras estudiaba en Cambridge, gracias a la influencia de Edward Clarke y Adam Sedgwick, se interesó por la mineralogía y la geología. Durante el invierno de 1816-1817 estuvo en Nápoles y estaba tan interesado en el Vesubio que renovó sus estudios sobre el volcán en 1818; y al año siguiente visitó el Etna y las islas Lipari. En 1821 se casó con la hija y heredera de William Scrope de Castle Combe, Wiltshire, y asumió su nombre; e ingresó a la Cámara de los Comunes del Reino Unido en 1833 como diputado por Stroud, conservando su escaño hasta 1868.
Mientras tanto, comenzó a estudiar las regiones volcánicas del centro de Francia en 1821 y visitó el distrito de Eifel en 1823. En 1825 publicó Consideraciones sobre los volcanes, que condujeron al establecimiento de una nueva teoría de la Tierra, y al año siguiente fue elegido Miembro de la Royal Society. Esta obra anterior fue posteriormente ampliada y publicada con el título de Volcanos (1862); un libro de texto autorizado del que se publicó una segunda edición diez años después. En 1827 publicó su clásica Memoria sobre la geología del centro de Francia, incluidas las formaciones volcánicas de Auvernia, el Velay y el Vivarais, un volumen en cuarto ilustrado con mapas y láminas. El contenido de esto se reprodujo en una forma revisada y algo más popular en The Geology and Extinct Volcanos of Central France (1858). Estos libros fueron las primeras descripciones ampliamente publicadas de la Chaîne des Puys, una cadena de más de 70 pequeños volcanes en el Macizo Central.
Scrope recibió la Medalla Wollaston de la Sociedad Geológica de Londres en 1867. Entre sus otras obras se encontraba Historia de la mansión y la antigua baronía de Castle Combe (impresa para circulación privada, 1852).

## Biografía

### Primeros años
El 10 de marzo de 1797, George Julius Thomson nació en Londres, hijo de "John Thomson de Waverley Abbey, Surrey, y su esposa, Charlotte" y fue bautizado con este nombre unos meses después. John Thomson era el jefe de una exitosa empresa comercial (una fuente aludió que era Roehampton and Austin Friars, Londres) que tenía tratos con Rusia. Su esposa, Charlotte, era hija del adinerado doctor John Jacob de Salisbury.
George era el segundo hijo de John y Charlotte. Charles fue el primogénito. Los dos hermanos mantuvieron una estrecha amistad hasta la "muerte prematura" de Charles en un accidente de equitación en Canadá. George y Charles escribieron cooperativamente la autobiografía de Charles.
No se ha documentado mucho sobre los primeros años y la adolescencia de George, y sus cartas personales se dejaron a su sobrino Hugh Hammersley, pero se extraviaron o fueron destruidas. Las fuentes revisadas por este investigador comenzaron casi exclusivamente con las circunstancias del nacimiento de Thomson y luego continuaron con su entrada a Harrow cuando tenía aproximadamente trece años de edad.

### Educación
Thomson recibió su educación en Harrow School, una escuela pública con financiación privada en el distrito Harrow de Londres.
Después de Harrow, Thomson fue aceptado y matriculado en Pembroke College, Oxford en 1815. Después de un año, dejó Pembroke porque descubrió que sus departamentos de ciencias carecían de cursos que le interesaran. Para saciar su apetito científico, se trasladó al St John's College de Cambridge en 1816. Además, durante este año Thomson "adquirió el nombre adicional Poulett, que su padre había adoptado recientemente de una rama aristocrática anterior de su familia".
Una vez en St. John's, Thomson conoció a los profesores Edward Daniel Clarke y Adam Sedgwick, quienes "le dieron el interés de toda su vida por la geología". En el momento en que estos hombres se encontraban en las primeras etapas de sus carreras, Clarke había sido nombrado el primer profesor de mineralogía dentro del campo de la geología en St. John's; Sedgwick es conocido por su atención al detalle y por nombrar ciertas secciones de la escala de tiempo geológico, incluido el Cámbrico. Thomson recibió su licenciatura en geología en 1821, después de haber realizado varios años de trabajo de campo en Europa continental.

### Vida social
Después de un cómodo noviazgo, Thomson se casó con Emma Phipps Scrope el 22 de marzo de 1821. Ella era la heredera de William Scrope (fonéticamente Scroop) de Castle Combe, Wiltshire, que está al noreste de Bath. También era bisnieta de Sir Robert Long, sexto baronet. Después de una Beca Real, asumió el nombre y las armas de Scrope, en lugar de Thomson. El recién rebautizado George Poulett Scrope y su esposa residían en Castle Combe Manor House, que la familia Scrope había poseído desde el siglo XIV. Emma había quedado discapacitada después de un accidente de equitación poco después del matrimonio y no nacieron hijos de su unión. Scrope hizo importantes modificaciones en la casa del siglo XVII y estableció jardines formales en el terreno.
Durante el matrimonio, George Poulett Scrope mantuvo una amante, una actriz conocida como la Sra. Grey, en una existencia cómoda en Londres. Hacia el año 1838 nació su hijo, al que llamaron Arthur Hamilton. Scrope envió a su hijo ilegítimo a Eton College y Christ Church, Oxford para su educación, y finalmente le consiguió una comisión. En 1856, Emma y George adoptaron formalmente a Arthur como su hijo.
Después de la muerte de Emma en 1866, Scrope vendió Castle Combe y se mudó a Fairlawn, cerca de Cobham, Surrey. Al año siguiente se casó con Margaret Elizabeth Savage, cuarenta y cuatro años menor que él. Tanto Margaret Scrope como Arthur le sobrevivieron.

### Estudio de volcanes
Durante el tiempo que asistió al St. John's College, Scrope tuvo sus primeras experiencias reales con lo que se convertiría en su especialidad geológica (volcanes) y lo que se llamaría petrología ígnea. Durante las vacaciones de invierno de 1817 a 1818, George se fue de vacaciones con su madre y su padre a Italia. En Nápoles exploró el Monte Vesubio y otras zonas de vulcanismo de la región.

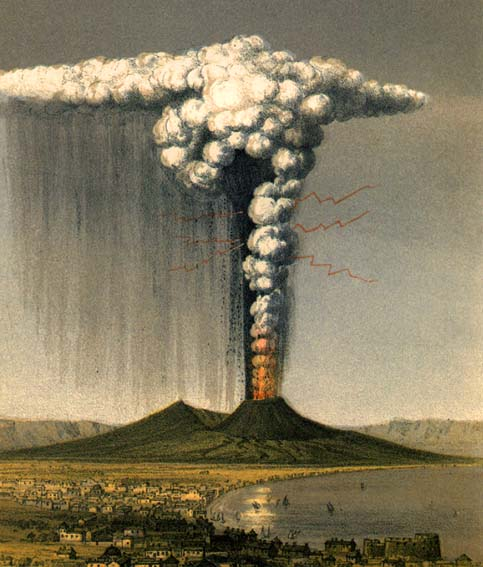
La erupción del Vesubio vista desde Nápoles, octubre de 1822, dibujada por Scrope en 1864.

En 1825, Scrope se convirtió en secretario, junto con Sir Charles Lyell, de la Sociedad Geológica de Londres. Sus resultados posteriores de Auvernia se publicaron para su elección de 1826 a la Royal Society. En 1853, Scrope jugó un papel decisivo en la formación y se convirtió en el primer presidente de la Sociedad de Historia Natural y Arqueológica de Wiltshire, contribuyendo en gran medida a su revista.
"[La] experiencia [en Nápoles] despertó por primera vez su fascinación de toda la vida por los volcanes" y poco después de su matrimonio con Emma Phipps realizó una serie de expediciones en Auvernia, Francia, el sur de Italia, las Islas Pontinas, Eifel y otras áreas de notable vulcanismo actual o pasado. Scrope estuvo presente durante la gran erupción del Vesubio de 1822 que consideró, según su Geología y volcanes extintos del centro de Francia, "con diferencia, la erupción más importante del Vesubio que había ocurrido durante este siglo".
A su regreso a Inglaterra, Scrope escribió, en un esfuerzo por "exponer [sus] puntos de vista claramente ante el mundo como una contribución al conocimiento sólido y un paso hacia la demolición de... errores que aún prevalecen" en las teorías relacionadas con vulcanismo y neptunismo. Esta obra, Consideraciones sobre los volcanes, escrita en 1825, "se considera el primer tratado sistemático sobre vulcanología [y] el primer intento de formular una... teoría de la acción volcánica y... mostrar el papel... que los volcanes han desempeñado". en la Historia de la Tierra".
Sin embargo, en el momento de esta publicación, Consideraciones no fue muy bien recibido. Scrope comentó en su Geología y volcanes extintos que Sir Charles Lyell escribió su primer ensayo en Quarterly Review de mayo de 1827 revisando el trabajo, y fue uno de los pocos que lo elogió públicamente. Scrope no pudo resistirse a darle un pequeño comentario a Lyell cuando comentó que su carrera como crítico seguía "el camino de la generalización geológica que desde entonces ha seguido con tanto éxito". A pesar de su mala recepción inicial, Consideraciones ayudó a despertar la curiosidad de muchos otros científicos y generó repercusiones en la teoría werneriana.
Según Abraham Gottlob Werner, la primera fase del desarrollo de la Tierra contó con un gran océano global. Este océano estaba caliente, humeante y lleno de sedimentos en suspensión que eventualmente precipitaron y formaron un lecho de roca. Después de esto, el océano global supuestamente se enfrió y se asentó hasta tal punto que comenzó a hundirse y eventualmente a adaptarse para igualar las características que se ven hoy. Durante este tiempo de hundimiento, las montañas quedaron atrás como artefactos de erosión o un mecanismo similar.
Scrope no quedó satisfecho con esta explicación de la presencia y formación de rocas. Él y muchos de sus contemporáneos probablemente fueron  perturbado por la sensación de absoluta finalidad, la idea de que la Tierra estaba en una etapa de cierre y no vería más desarrollo o cambio. George dedicó mucho tiempo a realizar investigaciones a nivel local y a discutir el asunto con sus colegas.
En 1827, Scrope publicó su investigación sobre Auvernia, en el centro de Francia, en su Geología y volcanes extintos del centro de Francia. Este trabajo contenía dibujos meticulosamente detallados de grupos de columnas basálticas, numerosas vistas panorámicas de valles y secciones transversales de sedimentación y otros tipos de estratigrafía. El trabajo se lee como una narrativa conmovedora, que ofrece una hoja de ruta muy detallada de datos analizados a través de la región.
En respuesta a la publicación de este trabajo, Sir Charles Lyell encabezó una fuerza expedicionaria poco después para corroborar los hallazgos de Scrope y ayudar a construir un caso contra el neptunismo. Después del regreso del grupo de filósofos naturales, Lyell y Murchison confirmaron la validez de los argumentos de Scrope. Con el peso de sus respectivas reputaciones y sus hallazgos detrás de él, Scrope aseguró que "la doctrina de Werner sobre la precipitación acuosa de basalto recibió de este trabajo su golpe mortal". Scrope escribió más tarde en su Geología y volcanes extintos que "la noción werneriana... desde esa fecha nunca se ha mantenido firme".
Desde sus inicios como geólogo, George Poulett Scrope fomentó una serie de relaciones amistosas con algunos filósofos naturales de renombre. En su viaje y durante los años posteriores, Charles Darwin envió algunas cartas a Scrope, verificando ciertas observaciones y cálculos geológicos que había realizado, y realizó otras consultas geológicas y científicas generales (en nuestros términos modernos). Estos documentos son mencionados por numerosas fuentes, pero no estuvieron disponibles para su revisión por parte de este investigador.
A mediados de la década de 1820, George Poulett Scrope entabló la mayor amistad de su vida. A pesar de, y quizás debido a, las valoraciones objetivas de Charles Lyell sobre la primera obra de Scrope y algunas posteriores, la pareja forjó una fuerte amistad que duró el resto de sus vidas. Si bien las opiniones uniformistas de Lyell no eran del agrado de George, encontró consuelo en las teorías del profesor Huxley.
Un autor describió los comienzos del siglo XIX, la época de las primeras carreras de George Poulett Scrope y Charles Lyell, como un "'reinado de terror' intelectual" que fue la "consecuencia del prejuicio irracional y la alarma salvaje suscitada por los primeros avances de la investigación geológica". La mayoría de los intentos de explicar el pasado utilizando los procesos actuales como referencia se encontraron, más que a través de argumentos tranquilos, con el estigma social y la intolerancia. Esto puede verse en el tratamiento de la Teoría de la Tierra de Hutton, los registros y experimentos meticulosamente conservados de Hall y las ilustraciones de Playfair. Estos argumentos habían "llegado a inscribirse en un Index Expurgatorius social [y] podrían haber parecido relegados al olvido total". El escritor del obituario de Scrope en las Actas de la Royal Society creía que "la ciencia está en deuda por afrontar con valentía y superar con éxito esta tormenta de prejuicios... [Scrope y Lyell] lograron la eliminación de la geología del dominio de la especulación. al de la ciencia inductiva".
Basándose en los diversos argumentos de Scrope, se convirtió en huttoniano en el sentido de que creía que las causas en funcionamiento actualmente podían haber producido cambios geológicos pasados: el presente es la clave para explicar el pasado. Rechazó los orígenes acuosos y la teoría de los cráteres de elevación de Von Buch, que sostenía que los cráteres eran causados por el pandeo de la corteza debajo de ellos.
Debido a que la amistad de Scrope y Lyell presentaba una "libertad de relaciones sexuales" fue de gran valor para la pareja en la lucha contra el pensamiento convencional y sus errores. Lyell escribió críticas favorables de varios de los artículos de Scrope durante las décadas de 1820 y 1830, aportando parte de su considerable influencia. Tras la publicación de los Principios de geología de Lyell, sobre algunas partes de los cuales mantuvo una extensa correspondencia con Scrope, George "se vio encomendado a la agradable tarea de aplicar y llevar a casa [sus argumentos]". Con este fin, el primer y segundo volumen de Principios de Geología fueron introducidos por "avisos apreciativos y discriminativos en la [Revisión] trimestral" que fueron escritos por su amigo Scrope. La tercera edición de la serie también recibió críticas favorables del Sr. Scrope.

### Carrera política
Alrededor del año 1821, Scrope fue nombrado magistrado y se vio afectado por las penurias del trabajador agrícola. "A partir de entonces, su interés por los asuntos económicos y políticos, aunque [sic] no excluía su interés por la geología, no disminuyó". Scrope dedicó su considerable mente y su talento de persuasión a los problemas que vio.
Scrope, un magistrado inusualmente elocuente, comunicó sus puntos de vista sobre los problemas actuales en cartas a sus colegas magistrados y en muchos folletos. A lo largo de su vida, George Poulett Scrope escribió más de setenta panfletos con carga política y económica, lo que le valió el apodo común de "Pamphlet Scrope".
Scrope tal vez sintió que su eficacia era limitada si seguía siendo sólo un político local. En 1832, Scrope se postuló para el escaño parlamentario de Stroud, que no logró obtener. Sin embargo, uno de los candidatos seleccionados, David Ricardo, aceptó pronto los Chiltern Hundreds por razones de salud familiar, y Scrope fue devuelto al puesto sin oposición. Permaneció activo en política hasta 1867.
En la Cámara de los Comunes, el Sr. Scrope no habló mucho. Era, sin embargo, un ávido escritor. El profesor Bonney, autor original de la entrada del Diccionario de biografía nacional sobre Scrope, le atribuyó treinta y seis artículos sobre temas de geología volcánica y petrología . En su A Neglected English Economist: George Poulett Scrope, Redvers Opie estimó que si sus entradas en lugares como el Quarterly Review, que eran en gran parte anónimas, se incluyeran en la lista de sus obras totales, entonces "existen más de cuarenta libros, folletos y artículos sobre economía política" relacionados con cuestiones tanto prácticas como teóricas.
La primera publicación económica que se puede atribuir definitivamente a Scrope es "Una petición para la abolición de la esclavitud en Inglaterra, producida por un abuso ilegal de la Ley de Pobres, común en los condados del sur" que fue escrita en 1829. Scrope estaba interesado en la relación entre la economía política y las otras ciencias morales.
Scrope contribuyó en gran medida a la sección económica de Quarterly Review. "Los artículos de Scrope tenían tres temas principales: (1) el fracaso de la economía política aceptada para dar suficiente peso a los cambios en la demanda agregada y a la posibilidad resultante de que, en algunas situaciones, una demanda artificial pudiera poner en uso recursos... que de otro modo estarían desempleados". Esto esencialmente recomendaba que una demanda determinada artificialmente podría estimular el capital disponible y el mercado.
En segundo lugar, Scrope lamentó los "efectos perversos de la caída de los precios sobre la producción total así como sobre la distribución del ingreso y la necesidad de una reforma bancaria para elevar los precios del patrón oro existente". Scrope abogó por que se instituyera un estándar tabular, que permitiera al sistema bancario y a la economía mantenerse al día con el mercado. Jevons finalmente ayudó a insertar el estándar tabular, pero le dio gran crédito a Scrope y Lowe, quienes lo co-descubrieron de forma independiente.
El tercer tema principal de los artículos de Scrope en Quarterly Review, según Frank Whitson Fetter, son las "falacias de la doctrina malthusiana de la población y de las propuestas actuales para una reforma radical de las leyes de pobres que se basaban en la aceptación de la visión malthusiana [que se administrarán para] desalentar el aumento de la población". Scrope también se opuso a las ideas malthusianas de Ricardo. Ricardo fue un economista consumado y miembro del Parlamento por Port Arlington durante los años 1819-1823.
Scrope rechazó la definición de Ricardo de "teoría de la renta" que era, según la entrada de Wikipedia bajo el nombre de Ricardo (citada más abajo), "la diferencia entre el producto obtenido mediante el empleo de dos cantidades iguales de capital y trabajo".
El modelo de esta teoría de la renta establece esencialmente que mientras solo se utilice un grado de tierra para la agricultura, la renta no existirá, pero cuando se utilicen múltiples grados de tierra, la renta se cobrará sobre los grados más altos y aumentará con el aumento. del grado. "Como tal, Ricardo creía que el proceso de desarrollo económico, que aumentó la utilización de la tierra y eventualmente condujo al cultivo de tierras más pobres, benefició ante todo a los propietarios porque recibirían los pagos de la renta en dinero o en producto".
A sus Principios de economía política, deducidos de las leyes naturales del bienestar social y aplicados al estado actual de Gran Bretaña, los antepuso como un "Discurso preliminar sobre la coincidencia de los derechos, deberes e intereses del hombre en la sociedad" en un esfuerzo por definir "los verdaderos alcances y límites de la economía política, y también establecer una base de principios axiomáticos con respecto a los derechos de los individuos y los deberes de los gobiernos". Consideró que hasta ese momento tal esfuerzo no se había hecho de todo corazón.
Opie escribió que las páginas dedicadas a los principios naturales "respiran el espíritu del siglo XVIII", y se puede ver en su cariño por Butler y Hume. Scrope era antianarquista y se negó a permitir que ciertas interpretaciones extremas de la filosofía de la "ley natural" lo condujeran a ello. Y así como evitó la finalidad del sistema werneriano, también rechazó el "estancamiento panglossiano que hace eternas todas las cosas que existen". Scrope, sin embargo, evitó el otro extremo, que era el paternalismo estatal.
Para contrarrestar los argumentos en contra de estas posiciones, repudió que "todo lo que es, es correcto", si se aplica a las acciones del hombre o a las justificaciones de las instituciones existentes y sus prácticas. Scrope consideró que en general se suponía que la satisfacción y la felicidad física y mental del hombre "pueden más materialmente por sus disposiciones sociales y estas disposiciones son susceptibles de una gran e indefinida... mejora".
Para George Poulett Scrope, el objetivo o meta principal al formar instituciones debería ser velar por "la mayor felicidad del mayor número [de partidos]". Scrope no aceptó otra tendencia utilitarista al pensar que "'cada La acción del hombre tiene necesariamente un motivo egoísta".
Si bien es cierto que Scrope estudió economía política, que examinaba el impacto de la producción y distribución de la riqueza y la felicidad de las partes involucradas, estaba "francamente interesado en la economía del bienestar, aunque [sic] consciente de la indefinición del fin". utilizando los hechos disponibles, por vagos que sean, para hacer posibles generalizaciones para las masas de datos involucrados. Los principios de esta ciencia se componen de cosas deducidas de axiomas relativos a las emociones y acciones de los hombres. Estas acciones, para George Poulett Scrope, deben extraerse de la observación de la experiencia. Scrope hizo numerosos llamamientos a la experiencia en sus discusiones sobre los derechos naturales.
Para Scrope, el bienestar general siempre estuvo en el fondo de su mente. "El derecho de propiedad depende del 'principio de utilidad' que es en sí mismo... una generalización per enumerationem simplicem". Lo mismo se aplica a los fundamentos del "trabajo libre y la libre disposición de su producto". Entonces, si bien vio que la experiencia enseña que "la producción agregada aumenta con el progreso de la división del trabajo... también enseña que los hombres avanzarán hacia el punto de máximo retorno por su esfuerzo".
Estos conceptos permiten que se produzcan interesantes interpretaciones. Scrope siguió la cadena de experiencia hasta la conclusión de que si las distintas partes involucradas "tienen la libertad de llegar a acuerdos entre sí" se obtendrá una distribución justa de sus derechos sobre el producto conjunto. Así, las partes involucradas pueden, de esta manera, intentar evitar una situación que actualmente puede estar asociada con los equilibrios de John Nash, donde las disputas de ambas partes minimizan las ganancias en ambos extremos. El resultado de estas situaciones, si se las deja seguir su curso, puede, como da a entender Scrope, alcanzar un óptimo social (otro término actual) en el que todas las partes involucradas buscan obtener ganancias seguras para ambas partes –para el bien común.
Scrope reconoció el interés propio subyacente en los seres humanos y se dio cuenta de que en el ejercicio de la libertad de acción individual, "'el infalible instinto del interés propio' ha desempeñado su papel en la construcción de una sociedad más complejamente cooperativa de lo que podría lograrse mediante un diseño mortal... [por lo tanto] las instituciones deben trabajar a favor y no en contra de la operación del interés propio" para que la sociedad prospere.
Con respecto a la pobreza, Scrope parecía preferir una postura de "cultivemos más alimentos ahora y preocupémonos por la disminución de la población más adelante". Para ayudar en esto, Scrope abogó por la emigración a las distintas colonias británicas como la solución más sólida al problema. Sin embargo, fue criticado por "tratar la emigración como una panacea para todos los males sociales".
Aunque Scrope no tuvo una vida política particularmente activa, su hermano Charles Thomson sí la tuvo. Con muchos consejos detrás de escena, Charles saltó a la prominencia política y finalmente fue nombrado Lord Sydenham. Como parte de sus nuevas funciones, estaba involucrado en muchos discursos económicos y políticos, para los cuales tenía una mente bastante sana. Fue responsable de implementar la Ley de la Unión en 1840, que unió el Alto Canadá y el Bajo Canadá como la Provincia de Canadá. Finalmente, Carlos se convirtió en gobernador general de Canadá hasta su muerte en 1841.
Para sus electores, George Poulett Scrope era considerado un "terrateniente [aristocrático] ilustrado y un magistrado compasivo" y, a nivel nacional, atacó las actuales leyes sobre pobres y la doctrina malthusiana. Expresó la opinión de que el objetivo adecuado del economista era "promover el bienestar social, utilizando la generación de riqueza" como medio para lograr este fin.

### Vida posterior
En sus últimos años, Scrope comenzó a retirarse de la vida política. Su "fuerza decreciente y su creciente ceguera lo obligaron a [retirarse]"  y durante este tiempo publicó nuevas ediciones de obras anteriores. Durante estos años brindó consejos y amables palabras, además de útiles consejos sobre metodología y dirección de investigación, a muchos geólogos jóvenes. Lyell también sufrió una ceguera progresiva, lo que aportó otra nota irónica a la amistad de la pareja.
Scrope recibió numerosos elogios por sus empresas en los campos de la geología, la política y la historia. Su historia de Castle Combe, escrita en 1852, todavía se acepta como una obra importante en dicha erudición, y se hicieron numerosos comentarios agradables al respecto en varios medios de comunicación locales y de Stroud. Scrope también escribió biografías y análisis definitivos sobre figuras británicas locales y nacionales durante su vida, lo que le valió menciones honoríficas en numerosas publicaciones relacionadas. En 1867, por su innovador trabajo en geología, la Sociedad Geológica de Londres otorgó a George Poulett Scrope la Medalla Wollaston, su máximo galardón. 
La muerte de Lyell, su mejor amigo de toda la vida, lo dejó destrozado y pronto lo siguió el 19 de enero de 1876. Judd, en su obituario de George Poulett Scrope en la Academia, escribió que "nacieron con unos pocos meses de diferencia entre sí, sus muertes estuvieron separadas por menos de un año; 'hermosos y agradables en sus vidas, en su muerte no estuvieron divididos'." Muchos estarían de acuerdo con la afirmación de Judd de que Scrope fue un trabajador serio en la tarea de "establecer la ciencia de la geología sobre una base filosófica".

## Lectura adicional
- "Scrope, George Julius Poulett." Encyclopædia Britannica. 2008. Encyclopædia Britannica Online. Acceso 2008.
- Burke, Sir Bernard. A Genealogical and Heraldic Dictionary of the Landed Gentry of Great Britain and Ireland. Harrison, Pall Mall: London. 4 ed. Part II. 1863.
- Commons, John R. 1990. Institutional economics: Its place in political economy. Transaction Publishers: NY.
- Conklin, Edwin G. 1951. "Letters of Charles Darwin and Other Scientists and Philosophers to Sir Charles Lyell, Bart. 1951." Proceedings of the American Philosophical Society 95, no. 3: 220-221-222.
- Fetter, Frank W. 1958. "The Economic Articles in the Quarterly Review and Their Authors, 1809-52." I. The Journal of Political Economy 66, no. 1: 47-48-64.
- G., A.. "George Poulett Scrope, F.R.S.." Nature. Nature Publishing Group. 27 Jan. 1876: 241–242. (According to the DNB article on Scrope, "A. G." represents Archibald Geikie.)
- Hughes. "SCROPE, George Poulett." Peerage.org website, 2008. Acceso 2008.
- Judd, J. W. 1876. "George Poulett Scrope." Academy 9, no. Jan/June 1876: 102-103.
- N/A. 1876-1877. "Obituary Notices of Fellows Deceased." Proceedings of the Royal Society of London. v.25: i-ii-iv.
- N/A. George Poulett Scrope, from a photograph. Database on-line. Available from Victorian and Edwardian Photographs – Roger Vaughan Picture Library, Geologists of the Geological Society of London (19th Century). Ref: PL 102.
- Opie, Redvers. 1929. "A Neglected English Economist: George Poulett Scrope." The Quarterly Journal of Economics 44, no. 1: 101-102-137.
- Page, L.E.. ed. 1970-1990. Dictionary of Scientific Biography. New York: Scribner.
- Rudwick, Martin. Nov. 1974. "Poulett Scrope on the Volcanoes of Auvergne: Lyellian Time and Political Economy." Artículo enThe British Journal for the History of Science. 44, no. 3: 205-242. Cambridge University Press and the British Society for the History of Science.
- Scrope, George P. The Geology and Extinct Volcanos of Central France. New York: Arno Press Inc., reimpreso en 1978.
- Scrope, George P. 1849. Suggested Legislation with a View to the Improvement of the Dwellings of the Poor. Piccadilly, London: James Ridgway.
- Scrope, George P. 1831. Extracts of Letters, From Poor Persons Who Emigrated Last Year to Canada and the United States. London: J. Ridgway; Chippenham, Wilts, impreso por R. Alexander.
- Scrope, George P. 1825. Considerations on Volcanos: The probable causes of their phenomena, the laws which determine their march, the disposition of their products, and their connexion with the present state and past history of the globe; leading to the establishment of a new theory of the earth. London: Printed and published by W. Phillips, George Yard, Lombard Street; sold by W. & C. Tait, Edinburgh; and Hodges & McArthur, Dublin.
- Scrope, George P., and Sydenham, Charles Edward Poulett Thomson. 1844. Memoir of the Life of the Right Honourable Charles, Lord Sydenham, G. C. B. : With a Narrative of his Administration in Canada. London: J. Murray.
- Williams, Henry S. 1863-1963. A history of science.
- Scrope, G. P. (1872). Volcanos: The character of their phenomena, their share in the structure and composition of the surface of the globe, and their relation to its internal forces. London: Longmans, Green, Reader, y Dyer.